# Women Seeking Women
Pour plus de détails, voir Fiche technique et Distribution.
Women Seeking Women (litt. « Des femmes cherchant des femmes ») est une série pornographique lesbienne américaine de vidéofilms produite par les Studios Girlfriends Films depuis l'année 2002.
Jusqu'à présent, 189 volets ont été publiés et plus de 400 actrices différentes ont joué dans cette série. La série a gagné plusieurs Awards.
Le 100e numéro est un double DVD, ainsi que le 131e qui est le 600e film lesbien produit par les studios Girlfriends Films.
Depuis le volet 126, le slogan de la série est devenu « The Most Awarded Series in the History of Adult Movies » (« La série la plus récompensée de l'histoire des films pour adultes »).
Toutes les scènes ont lieu dans le cadre de scénarios où des personnages féminins se retrouvent, dans des circonstances diverses et variées, à avoir des relations sexuelles entre elles.

## Liste des films

### Women Seeking Women de 01 à 10
- Women Seeking Women 1 (2002) :
  - scène 1 : Holly Hollywood et Kyla Love
  - scène 2 : Kelly Fire et Bree Brooks
  - scène 3 : Nicole Moore et Nikki Steele
- Women Seeking Women 2 (2002) :
  - scène 1 : Holly Hollywood et Kyla Love
  - scène 2 : Kyla Love et Veronica Snow
  - scène 3 : Lena Ramon et Tara Wild
- Women Seeking Women 3 (2002) :
  - scène 1 : Lena Ramon et Sierra Lewis
  - scène 2 : Nikki Loren et Nicole Moore
  - scène 3 : Jewels Jade et Michelle St. James
- Women Seeking Women 4 (2002) :
  - scène 1 : Meghan et Sofey
  - scène 2 : Kelly Kline et Veronica Snow
  - scène 3 : Bree Brooks et Sabrina Love-Cox
- Women Seeking Women 5 (2002) :
  - scène 1 : Jewels Jade et Meghan
  - scène 2 : Holly Hollywood et Kyla Love
  - scène 3 : Justine Romee et Lena Ramon
- Women Seeking Women 6 (2003) :
  - scène 1 : Lana Nicole, Nicole Moore et Tara Wild
  - scène 2 : Jewels Jade et Sofey
  - scène 3 : Alicia Angel et Elexis Monroe
- Seeking Women 7 (2004) :
  - scène 1 : Elexis Monroe et Michelle St. James
  - scène 2 : Alicia Silver et Penny Flame
  - scène 3 : Butter et Meghan
- Women Seeking Women 8 (2004) :
  - scène 1 : Nicole Moore et Veronica Snow
  - scène 2 : Charlie Laine et Penny Flame
  - scène 3 : Kelly Fire et Lena Ramon
- Women Seeking Women 9 (2004) :
  - scène 1 : Tara Wild et Veronica Snow
  - scène 2 : Karin et Julie Robbins
  - scène 3 : Gina et Simony Diamond
- Women Seeking Women 10 (2004) :
  - scène 1 : Dani Nixx et Pantera
  - scène 2 : Destiny St. Clair et Elle
  - scène 3 : Kyla Love et Heather Silk

### Women Seeking Women de 11 à 20
- Women Seeking Women 11 (2005) :
  - scène 1 : Bella Starr et Charlie Laine
  - scène 2 : Elexis Monroe et Kyla Love
  - scène 3 : Kayla et Melanie
- Women Seeking Women 12 (2005) :
  - scène 1 : Diana et Porsche Lynn
  - scène 2 : Anna Mills et Ariel Summers
  - scène 3 : Bella Starr et Holly Hollywood
- Women Seeking Women 13 (2005) :
  - scène 1 : Brianna Love et Pantera
  - scène 2 : Lena Ramon et Victoria
  - scène 3 : Elexis Monroe et Veronica Snow
  - scène 4 : Layla Evans et Lia
- Women Seeking Women 14 (2005) :
  - scène 1 : Anna Mills et Valerie Herrera
  - scène 2 : Elexis Monroe et Michelle Lay
  - scène 3 : Brianna Love et Gia
  - scène 4 : Lisa Daniels et Shannon Adams
- Women Seeking Women 15 (2005) :
  - scène 1 : Deauxma et Tru
  - scène 2 : Elexis Monroe et Marlena
  - scène 3 : Racheal et Sasha
  - scène 4 : Nicole Moore et Tia
- Women Seeking Women 16 (2005) :
  - scène 1 : Elexis Monroe et Puma Swede
  - scène 2 : Laveah et Monica Mayhem
  - scène 3 : Autumn Moon et Deauxma
  - scène 4 : Aubrey Belle et Nicole Scott
- Women Seeking Women 17 (2005) :
  - scène 1 : Sasha Knox et Thea Reyes
  - scène 2 : Brianna Love et Shasta
  - scène 3 : Aleia Tyler et Nubia
  - scène 4 : Mika Tan et Nicole Moore
- Women Seeking Women 18 (2005) :
  - scène 1 : Celeste Star et Elexis Monroe
  - scène 2 : Kaiya Lynn et Kina Kai
  - scène 3 : Jassie James et Lilliana Monroe
  - scène 4 : Ginger Lea et Mysti May
- Women Seeking Women 19 (2005) :
  - scène 1 : Celestia Star et Sofey
  - scène 2 : Brea Bennett et Codi Milo
  - scène 3 : Naomi Russell et Sara Stone
  - scène 4 : Emilianna et Kendra Allen
- Women Seeking Women 20 (2006) :
  - scène 1 : Courtney Simpson et Irina Sky
  - scène 2 : Amazon et Lena Ramon
  - scène 3 : Ami Charms et Champagne
  - scène 4 : Emilianna et Kelly Kline

### Women Seeking Women de 21 à 30
- Women Seeking Women 21 (2006) :
  - scène 1 : Jada Fire et Michelle Lay
  - scène 2 : Brea Bennett et Courtney Simpson
  - scène 3 : Ariel Summers et Irina Sky
  - scène 4 : Autumn Moon et Danica
- Women Seeking Women 22 (2006) :
  - scène 1 : Irina Sky et Michelle Aston
  - scène 2 : Courtney Simpson et Puma Swede
  - scène 3 : Belle D' Leon et Katrina Isis
  - scène 4 : une fille et Sydni Ellis (alias Nica Noelle)
- Women Seeking Women 23 (2006) :
  - scène 1 : Emily Evermoore et Michelle Lay
  - scène 2 : Sindy Lange et Heather Silk
  - scène 3 : Kaci Starr et Nakia D'Alene
  - scène 4 : Elexis Monroe, Michelle Aston et Veronica Snow
- Women Seeking Women 24 (2006) :
  - scène 1 : Capri et Shayna Storm
  - scène 2 : Sydni Ellis (alias Nica Noelle) et Courtney Simpson
  - scène 3 : Penny Flame et Veronica Snow
  - scène 4 : Amazon et Michelle Aston
- Women Seeking Women 25 (2006) :
  - scène 1 : Heather Silk  et Jada Fire
  - scène 2 : Jacky Joy et Jayma Reid
  - scène 3 : Courtney Simpson et Morgan March
  - scène 4 : Lynn LeMay et Susan Evans
- Women Seeking Women 26 (2006) :
  - scène 1 : Carli Banks et Samantha Ryan
  - scène 2 : Angella Faith et Nicole Moore
  - scène 3 : Deauxma et Zander Lin
  - scène 4 : Michelle Lay et Rebecca Steel
- Women Seeking Women 27 (2006) :
  - scène 1 : Isis Love et Penny Flame
  - scène 2 : Flower Tucci et Heather Silk
  - scène 3 : Elexis Monroe et Kelly Leigh
  - scène 4 : Brianna Love et Kaci Starr
- Women Seeking Women 28 (2006) :
  - scène 1 : Anita Dark et Zoe Britton
  - scène 2 : Elexis Monroe et Sydni Ellis (alias Nica Noelle)
  - scène 3 : Michelle Lay et Sindy Lange
- Women Seeking Women 29 (2006) :
  - scène 1 : Deauxma et Irina Sky
  - scène 2 : Marlie Moore et Michelle Lay
  - scène 3 : Nina Hartley et Sydni Ellis (alias Nica Noelle)
  - scène 4 : Jenaveve Jolie et Rebecca Steel
- Women Seeking Women 30 (2007) :
  - scène 1 : Carli Banks et Nevaeh McDermott
  - scène 2 : Kelly Kline et Lena Ramon
  - scène 3 : Nicole Moore et Totally Tabitha
  - scène 4 : Candice Cox et Jayma Reid

### Women Seeking Women de 31 à 40
- Women Seeking Women 31 (2007) :
  - scène 1 : Clara G et Zoe Britton
  - scène 2 : Heather Silk et Rebeca Linares
  - scène 3 : Samantha Ryan et Satine Phoenix
  - scène 4 : Autumn Moon et Elexis Monroe
- Women Seeking Women 32 (2007) :
  - scène 1 : Andie Valentino et Puma Swede
  - scène 2 : Randi James et Sydni Ellis (alias Nica Noelle)
  - scène 3 : Autumn Moon et Brianna Love
  - scène 4 : Daisy Layne et Heather Silk
- Women Seeking Women 33 (2007) :
  - scène 1 : Luscious López et Nyomi Banxxx
  - scène 2 : Heather Silk et Kylie Ireland
  - scène 3 : Celeste Star et Veronica Rayne
  - scène 4 : Michelle Lay et Sinn Sage
- Women Seeking Women 34 (2007) :
  - scène 1 : Lena Nicole et Micah Moore
  - scène 2 : Capri et Erika
  - scène 3 : Deauxma et Kayla Synz
  - scène 4 : Ariel X et Bobbi Starr
- Women Seeking Women 35 (2007) :
  - scène 1 : Isis Love et Michelle Lay
  - scène 2 : Kayla Synz et Magdalene St. Michaels
  - scène 3 : Jewels Jade et Satine Phoenix
  - scène 4 : Ariel X et Bree Olson
- Women Seeking Women 36 (2007) :
  - scène 1 : Faye Reagan et Keisha
  - scène 2 : Charlie Laine et Lena Nicole
  - scène 3 : Cindy Craves et Nicole Moore
  - scène 4 : Lena Nicole et Faye Reagan
  - scène 5 : Cindy Craves et Faye Reagan
- Women Seeking Women 37 (2007) :
  - scène 1 : Faye Reagan et Sandy Summers
  - scène 2 : Heather Silk et Magdalene St. Michaels
  - scène 3 : Lena Nicole et Zoe Britton
  - scène 4 : Irina Sky et Sydni Ellis (alias Nica Noelle)
- Women Seeking Women 38 (2007) :
  - scène 1 : Jana Cova et Samantha Ryan
  - scène 2 : Heather Silk et Janet Mason
  - scène 3 : Nicole Moore et Randi James
  - scène 4 : Brianna Love et Kylie Richards
- Women Seeking Women 39 (2008) :
  - scène 1 : Bobbi Eden et Samantha Ryan
  - scène 2 : Flower Tucci et Heather Silk
  - scène 3 : Kelly Kline et Penny Flame
  - scène 4 : Kylie Ireland et Rucca Page
- Women Seeking Women 40 (2008) :
  - scène 1 : Anita Dark et Sochee Mala
  - scène 2 : Rebeca Linares et Roxy DeVille
  - scène 3 : Ariel X et Samantha Ryan
  - scène 4 : Nicole Moore et Veronica Rayne

### Women Seeking Women de 41 à 50
- Women Seeking Women 41 (2008) :
  - scène 1 : Anita Dark et Samantha Ryan
  - scène 2 : Dana DeArmond et Roxy DeVille
  - scène 3 : Charlie Laine et Jana Cova
  - scène 4 : Sydni Ellis (alias Nica Noelle) et Victoria Givens
- Women Seeking Women 42 (2008) :
  - scène 1 : Elexis Monroe et Jana Cova
  - scène 2 : Sasha Hollander et Savanna Jane
  - scène 3 : Bobbi Starr et Lone Star
  - scène 4 : Andie Valentino et Daisy Layne
- Women Seeking Women 43 (2008) :
  - scène 1 : Brea Bennett et Fayth DeLuca
  - scène 2 : Adrianna Nicole et Dana DeArmond
  - scène 3 : Bobbi Eden et Elexis Monroe
  - scène 4 : Michelle Aston et Sydni Ellis (alias Nica Noelle)
- Women Seeking Women 44 (2008) :
  - scène 1 : RayVeness et Zoe Britton
  - scène 2 : Jayma Reid et Rebeca Linares
  - scène 3 : Jayma Reid et Samantha Ryan
  - scène 4 : Jayma Reid et Zoe Britton
- Women Seeking Women 45 (2008) :
  - scène 1 : Celeste Star et Charlie Laine
  - scène 2 : Mia Teaze et Sandy Summers
  - scène 3 : Elexis Monroe et Penny Flame
  - scène 4 : Satine Phoenix et Victoria Givens
- Women Seeking Women 46 (2008) :
  - scène 1 : Lisa Neils et Samantha Ryan
  - scène 2 : Sabrina Star et Heather Silk
  - scène 3 : Emy Reyes et Elexis Monroe
  - scène 4 : Layla Rivera et  RayVeness
- Women Seeking Women 47 (2008) :
  - scène 1 : Lisa Neils et Rebeca Linares
  - scène 2 : Alyssa Reece et Celeste Star
  - scène 3 : Alexandra Ivy et Jana Cova
  - scène 4 : Heather Silk et Sindy Lange
- Women Seeking Women 48 (2008) :
  - scène 1 : Ann Marie Rios et Elexis Monroe
  - scène 2 : Bridgette B et Rebeca Linares
  - scène 3 : Faith Leon et Jayme Langford
  - scène 4 : Tori Black et Totally Tabitha
- Women Seeking Women 49 (2008) :
  - scène 1 : Prinzzess et Tori Black
  - scène 2 : Kelly Leigh et Lily Redd
  - scène 3 : Faye Reagan et Georgia Jones
  - scène 4 : Kelly Skyline et Roxy DeVille
- Women Seeking Women 50 (2009) :
  - scène 1 : Elexis Monroe et Natilia
  - scène 2 : Aiden Starr, Dia Zerva et Prinzzess
  - scène 3 : Charlotte Vale et Julia Ann
  - scène 4 : Celeste Star et Jana Cova

### Women Seeking Women de 51 à 60
- Women Seeking Women 51 (2009) :
  - scène 1 : Heather Starlet et Kendra Banx
  - scène 2 : Georgia Jones et Prinzzess
  - scène 3 : Emy Reyes et Lone Star Angel
  - scène 4 : Dia Zerva et Prinzzess
- Women Seeking Women 52 (2009) :
  - scène 1 : Alyssa Reece et Jana Cova
  - scène 2 : Cala Craves et Deauxma
  - scène 3 : Michelle Aston et Sindy Lange
  - scène 4 : Heather Silk et Lone Star Angel
- Women Seeking Women 53 (2009) :
  - scène 1 : Ashlyn Rae et Dana DeArmond
  - scène 2 : A.J. Bailey et Mylie Ann
  - scène 3 : Aiden Starr et Lilly Lovely
  - scène 4 : Deauxma et Elexis Monroe
- Women Seeking Women 54 (2009) :
  - scène 1 : Dana DeArmond et Syd Blakovich
  - scène 2 : Prinzzess et Sandy
  - scène 3 : Ava Adams et Cala Craves
  - scène 4 : Franziska Facella et Juliana Jolene
- Women Seeking Women 55 (2009) :
  - scène 1 : Alexis Ford et Ava Adams
  - scène 2 : Janet Alfano et Prinzzess
  - scène 3 : Franziska Facella et Taylor Vixen
  - scène 4 : Faith Leon et Elexis Monroe
- Women Seeking Women 56 (2009) :
  - scène 1 : Alexis Texas et Celeste Star
  - scène 2 : Alyssa Reece et Prinzzess
  - scène 3 : Dia Zerva et Syd Blakovich
  - scène 4 : Amber Chase et Cece Stone
- Women Seeking Women 57 (2009) :
  - scène 1 : Claire Adams et Evanni Solei
  - scène 2 : Jessica Bangkok et Wenona Bound
  - scène 3 : Dana DeArmond et Juliana Jolene
  - scène 4 : Justine Joli et Zoe Britton
- Women Seeking Women 58 (2009) :
  - scène 1 : Bobbi Starr et Sadie West
  - scène 2 : Sunny Lane et Zoe Britton
  - scène 3 : Juliana Jolene et Kendra Banx
  - scène 4 : Karlie Montana et Sabrina Star
- Women Seeking Women 59 (2010) :
  - scène 1 : Capri Anderson et Julia Ann
  - scène 2 : Bobbi Starr et Sara Stone
  - scène 3 : Ginger Lee et Jessica Bangkok
  - scène 4 : Allie Haze et Brenda James
- Women Seeking Women 60 (2010) :
  - scène 1 : Madison Young et Wenona Bound
  - scène 2 : Nikki Anne et Noname Jane
  - scène 3 : Allie Haze et Ashlyn Rae
  - scène 4 : Cindy Hope et RayVeness

### Women Seeking Women de 61 à 70
- Women Seeking Women 61 (2010) :
  - scène 1 : Brenda James et RayVeness
  - scène 2 : Ariella Ferrera et Victoria White
  - scène 3 : Daisy Layne et Heidi Mayne
  - scène 4 : Jana Cova et Prinzzess
- Women Seeking Women 62 (2010) :
  - scène 1 : Anita Dark et Julia Ann
  - scène 2 : Andy San Dimas et Bobbi Starr
  - scène 3 : Dia Zerva et Madison Young
  - scène 4 : Elexis Monroe et Prinzzess
- Women Seeking Women 63 (2010) :
  - scène 1 : Anita Dark et Brenda James
  - scène 2 : Elexis Monroe et Heather Starlet
  - scène 3 : Ryan Keely et Zoe Voss
  - scène 4 : Celeste Star et Wenona Bound
- Women Seeking Women 64 (2010) :
  - scène 1 : Ryan Keely et Samantha Ryan
  - scène 2 : Alyssa Reece et India Summer
  - scène 3 : Tanya Tate et Tweety Valentine
  - scène 4 : Elizabeth Anne et Kita Zen
- Women Seeking Women 65 (2010) :
  - scène 1 : Prinzzess et Tanner Mayes
  - scène 2 : Kaitlyn Rush et Vanessa Cage
  - scène 3 : Amber Chase et Brea Bennett
  - scène 4 : Bobbi Starr et Heather Starlet
- Women Seeking Women 66 (2010) :
  - scène 1 : Celeste Star et Tori Black
  - scène 2 : India Summer et Missy Martinez
  - scène 3 : Darryl Hanah et Heather Starlet
  - scène 4 : Lily Cade et Prinzzess
- Women Seeking Women 67 (2010) :
  - scène 1 : Jana Cova et Zoe Britton
  - scène 2 : Elexis Monroe et Sinn Sage
  - scène 3 : India Summer et Lily Cade
  - scène 4 : Fayth DeLuca et Samantha Ryan
- Women Seeking Women 68 (2010) :
  - scène 1 : Jelena Jensen et Sara Stone
  - scène 2 : Georgia Jones et Lena Nicole
  - scène 3 : Brenda James et Elexis Monroe
  - scène 4 : Kennedy Kressler et Missy Martinez
- Women Seeking Women 69 (2011) :
  - scène 1 : Celeste Star et Shyla Jennings
  - scène 2 : Jelena Jensen et Ryan Keely
  - scène 3 : Brenda James et Zoey Holloway
  - scène 4 : Chanel Preston et India Summer
- Women Seeking Women 70 (2011) :
  - scène 1 : Jana Cova et Zoe Britton
  - scène 2 : Aimee Addison et Dana DeArmond
  - scène 3 : Amber Chase et Tara Lynn Foxx
  - scène 4 : India Summer et Nicki Hunter

### Women Seeking Women de 71 à 80
- Women Seeking Women 71 (2011) :
  - scène 1 : Hanna Black et India Summer
  - scène 2 : Wenona Bound et Madison Young
  - scène 3 : Sophia Sutra et Prinzzess
  - scène 4 : Juliana Jolene et Vicki Chase
- Women Seeking Women 72 (2011) :
  - scène 1 : Jessi Palmer et Nicki Hunter
  - scène 2 : Jada Fire et Kayme Kai
  - scène 3 : Kelly Divine et Nyomi Banxxx
  - scène 4 : Magdalene St. Michaels et Zoe Voss
- Women Seeking Women 73 (2011) :
  - scène 1 : Jenna Rose et Lena Nicole
  - scène 2 : Kristina Rose et Shyla Jennings
  - scène 3 : Brenda James et Lily Cade
  - scène 4 : Cindy Craves et Shay Fox
- Women Seeking Women 74 (2011) :
  - scène 1 : Avy Scott et Juliana Jolene
  - scène 2 : Dana DeArmond et Melissa Monet
  - scène 3 : Julia Ann et Veronica Avluv
  - scène 4 : Jessica Bangkok et Tweety Valentine
- Women Seeking Women 75 (2011) :
  - scène 1 : Jiz Lee et Missy Martinez
  - scène 2 : Kiki Daire et Mariah Milano
  - scène 3 : Dana DeArmond et Rozen Debowe
  - scène 4 : Kirsten Price et Ryan Keely
- Women Seeking Women 76 (2011) :
  - scène 1 : Elise Graves et Sarah Shevon
  - scène 2 : Jelena Jensen et Natalie Nice
  - scène 3 : Elexis Monroe et Zoe Britton
  - scène 4 : India Summer et Zoey Holloway
- Women Seeking Women 77 (2011) :
  - scène 1 : Bobbi Starr et Rozen Debowe
  - scène 2 : Sensi Pearl et Tessa Lane
  - scène 3 : Jelena Jensen et Magdalene St. Michaels
  - scène 4 : Aria Aspen et Sindy Lange
- Women Seeking Women 78 (2011) :
  - scène 1 : Allie James et Jelena Jensen
  - scène 2 : India Summer et Tia Ling
  - scène 3 : Sheridan Love et Wenona Bound
  - scène 4 : Missy Martinez et Prinzzess
- Women Seeking Women 79 (2012) :
  - scène 1 : Bree Daniels et Prinzzess
  - scène 2 : Dani Daniels et Zoe Britton
  - scène 3 : Angel Dark et Prinzzess
  - scène 4 : Autumn Moon et Heather Silk
- Women Seeking Women 80 (2012) :
  - scène 1 : India Summer et Zoe Britton
  - scène 2 : Mellanie Monroe et Sabrina Deep
  - scène 3 : Kara Price et Phoenix Marie
  - scène 4 : Nikki Daniels et Shyla Jennings

### Women Seeking Women de 81 à 90
- Women Seeking Women 81 (2012) :
  - scène 1 : Alicia Silver et Riley Jensen
  - scène 2 : Ashley Fires et Elexis Monroe
  - scène 3 : Kirsten Price et Prinzzess
  - scène 4 : Alyssa Reece et India Summer
- Women Seeking Women 82 - Big Natural Breast Edition (2012) :
  - scène 1 : Avy Scott et Sara Stone
  - scène 2 : Cassandra Calogera et Sara Stone
  - scène 3 : Nicole Moore et Riley Evans
  - scène 4 : Alexia Rae et Haley Cummings
- Women Seeking Women 83 (2012) :
  - scène 1 : Aaliyah Love et Cherie DeVille
  - scène 2 : Elexis Monroe et Samantha Ryan
  - scène 3 : Cherie DeVille et Randy Moore
  - scène 4 : Randee Reed et Zoey Holloway
- Women Seeking Women 84 (2012) :
  - scène 1 : Elexis Monroe et Sabrina Deep
  - scène 2 : Prinzzess et Sally Charles
  - scène 3 : Angela Sommers et Ariella Ferrera
  - scène 4 : Angie Noir et Aryana Augustine
- Women Seeking Women 85 (2012) :
  - scène 1 : Angela Sommers et Shyla Jennings
  - scène 2 : Bree Daniels et Jelena Jensen
  - scène 3 : Bree Daniels, Cherie DeVille et Sally Charles
  - scène 4 : Daisy Layne et Nikki Daniels
- Women Seeking Women 86 (2012) :
  - scène 1 : Angela Sommers et Lily LaBeau
  - scène 2 : Jayden Cole et Nicole Aniston
  - scène 3 : Aryana Augustine et Veronica Snow
  - scène 4 : Mellanie Monroe et Siri
- Women Seeking Women 87 (2012) :
  - scène 1 : Kirsten Price et Sammie Rhodes
  - scène 2 : Julia Ann et Molly Bennett
  - scène 3 : Natasha Nice et Siri
  - scène 4 : Cytherea et Dana DeArmond
- Women Seeking Women 88 (2012) :
  - scène 1 : Lily LaBeau et Samantha Saint
  - scène 2 : Janessa Jordan et Veronica Snow
  - scène 3 : Anastasia Pierce et Kendra James
  - scène 4 : Veronica Snow et Jennifer Best
- Women Seeking Women 89 (2012) :
  - scène 1 : Yurizan Beltran et Daisy Marie
  - scène 2 : Skin Diamond et Adrianna Luna
  - scène 3 : Layton Benton et Leilani Leeane
  - scène 4 : Isis Taylor et Katt Dylan
- Women Seeking Women 90 (2013) :
  - scène 1 : Janessa Jordan et Samantha Ryan
  - scène 2 : Bree Daniels et Elle Alexandra
  - scène 3 : Lily Carter et Danica Dillon
  - scène 4 : Penny Pax et Rozen DeBowe

### Women Seeking Women de 91 à 100
- Women Seeking Women 91 (2013 - 123 min) :
  - scène 1 : Elle Alexandra et Tanya Tate
  - scène 2 : Diana Doll et Ash Hollywood
  - scène 3 : Maddy O'Reilly et Zoey Holloway
  - scène 4 : Penny Pax et Julia Ann
- Women Seeking Women 92 (2013 - 180 min) :
  - scène 1 : Cherie DeVille, Jenna J Ross et Syren De Mer
  - scène 2 : Aryana Augustine et Shyla Jennings
  - scène 3 : India Summer et Noname Jane
  - scène 4 : Rozen DeBowe et Sarah Shevon
- Women Seeking Women 93 (2013 - 158 min) :
  - scène 1 : Heather Starlet et Madison Ivy
  - scène 2 : Charlotte Stokely et Alannah Monroe
  - scène 3 : Brandi Love et Dillion Harper
  - scène 4 : Jelena Jensen et Sinn Sage
- Women Seeking Women 94 (2013 - 172 min) :
  - scène 1 : Dyanna Lauren et Elexis Monroe
  - scène 2 : Prinzzess et Shyla Jennings
  - scène 3 : India Summer et Sadie Holmes
  - scène 4 : Aaliyah Love et Sovereign Syre
- Women Seeking Women 95 (2013 - 140 min) :
  - scène 1 : Samantha Ryan et Taylor Vixen
  - scène 2 : Lily LaBeau et Veruca James
  - scène 3 : Christie Nelson et Odile
  - scène 4 : Adriana Chechik et Amber Chase
- Women Seeking Women 96 (2013 - 158 min) :
  - scène 1 : Prinzzess et Adriana Sephora
  - scène 2 : Brea Bennett et Veruca James
  - scène 3 : Aaliyah Love et Valentina Nappi
  - scène 4 : Prinzzess et Claire Adams
- Women Seeking Women 97 (2013 - 147 min) :
  - scène 1 : Prinzzess et Allie James
  - scène 2 : Anikka Albrite et Brea Bennett
  - scène 3 : Presley Hart et Veruca James
  - scène 4 : Simone Sonay et Annika Albrite
- Women Seeking Women 98 (2013 - 184 min) :
  - scène 1 : Jessica Bangkok et Prinzzess
  - scène 2 : Riley Reid et Tanya Tate
  - scène 3 : Jessa Rhodes et Prinzzess
  - scène 4 : Kimber Day et Mellanie Monroe
- Women Seeking Women 99 (2013 - 174 min) : 
  - scène 1 : Chloe Foster et Prinzzess
  - scène 2 : Jessa Rhodes et Jayden Taylors
  - scène 3 : Bree Daniels et Jayden Taylors
  - scène 4 : Kendall Karson et Prinzzess
- Women Seeking Women 100 (2013 - 183 min) : 
  - distribution DVD no 1
    - scène 1 : Heather Starlet et RayVeness
    - scène 2 : Ariella Ferrera, India Summer et Zoey Holloway
    - scène 3 : Prinzzess et Veruca James
    - scène 4 : Bonnie Rotten et Dana DeArmond

  - distribution DVD no 2
    - scène 1 : Brea Bennett et Codi Milo (bonus de WSW 19, 2005)
    - scène 2 : Lena Nicole et Faye Reagan (bonus de WSW 36, 2007)
    - scène 3 : Prinzzess et Tori Black (bonus de WSW 49, 2008)
    - scène 4 : Dana DeArmond et Syd Blakovich (bonus de WSW 54, 2009)

### Women Seeking Women de 101 à 110
- Women Seeking Women 101 (2014 - 164 min) :
  - scène 1 : Lena Nicole et Katerina Kay
  - scène 2 : Jelena Jensen et Zoey Holloway
  - scène 3 : Ariel X et Heather Silk
  - scène 4 : Lily Carter et Prinzzess
- Women Seeking Women 102 (2014 - 189 min) :
  - scène 1 : Dylan Ryder et India Summer
  - scène 2 : Prinzzess et Brett Rossi
  - scène 3 : Elexis Monroe et Taylor Vixen
  - scène 4 : Bree Daniels et Laela Pryce
- Women Seeking Women 103 (2014 - 185 min) :
  - scène 1 : India Summer et Janessa Jordan
  - scène 2 : Jelena Jensen et Ryan Keely
  - scène 3 : Bree Daniels et Ashley Scott
  - scène 4 : Alicia Silver et Natasha Voya
- Women Seeking Women 104 (2014 - 164 min) :
  - scène 1 : Amber Chase et Chastity Lynn
  - scène 2 : Heather Starlet et Shyla Jennings
  - scène 3 : Nicole Moore et Sophia Bella
  - scène 4 : Alice March et Prinzzess
- Women Seeking Women 105 (2014 - 176 min) :
  - scène 1 : Brea Bennet et Mellanie Monroe
  - scène 2 : Prinzzess et Shae Snow
  - scène 3 : Amber Chase et Brenda James
  - scène 4 : Elexis Monroe et Tanya Tate
- Women Seeking Women 106 (2014 - 163 min) :
  - scène 1 : Aaliyah Love et Sinn Sage
  - scène 2 : Elexis Monroe et Melissa Monet
  - scène 3 : Presley Hart et Shyla Jennings
  - scène 4 : Totally Tabitha et India Summer
- Women Seeking Women 107 (2014 - 156 min) :
  - scène 1 : Aiden Starr, Elise Graves et Elexis Monroe
  - scène 2 : Brandi Love et Cindy (Cala Craves)
  - scène 3 : Kimber Day et Prinzzess
  - scène 4 : RayVeness et Heather Starlet
- Women Seeking Women 108 (2014 - 173 min) :
  - scène 1 : Aaliyah Love et Prinzzess
  - scène 2 : Abigail Mac et Lena Nicole
  - scène 3 : Lena Nicole et Prinzzess
  - scène 4 : Nicole Moore et Tara Morgan
- Women Seeking Women 109 (2014 - 154 min) :
  - scène 1 : Jessica Bangkok, Veronica Avluv et Julia Ann
  - scène 2 : Josi Valentine et Shyla Jennings
  - scène 3 : Ashlyn Molloy et Prinzzess
  - scène 4 : Georgia Jones et Ana Foxxx
- Women Seeking Women 110 (2014 - 188 min) :
  - scène 1 : Heather Starlet et RayVeness
  - scène 2 : India Summer et Elexis Monroe
  - scène 3 : Brandy Smile et Vera (Dana Kelly)
  - scène 4 : Jillian Janson et Prinzzess
  - performance non sexuelle : Sophie Moone

### Women Seeking Women de 111 à 120
- Women Seeking Women 111 (2014 - 151 min) :
  - scène 1 : Hayden Hawkens et Lena Nicole
  - scène 2 : Syren De Mer et Tanya Tate
  - scène 3 : Prinzzess et Totally Tabitha
  - scène 4 : Lena Nicole et Aidra Fox
- Women Seeking Women 112 (2014 - 189 min) :
  - scène 1 : Aaliyah Love et Elexis Monroe
  - scène 2 : Deauxma et Savannah Steele
  - scène 3 : Magdalene St. Michaels et Sovereign Syre
  - scène 4 : Alexis Couture et Kelly Leigh
- Women Seeking Women 113 (2015 - 213 min) :
  - scène 1 : Darryl Hanah et Tanya Tate
  - scène 2 : Holly Michaels et Randy Moore
  - scène 3 : India Summer et Kendra Lust
  - scène 4 : Georgia Jones et Prinzzess
- Women Seeking Women 114 (2015 - 162 min) :
  - scène 1 : Lux Kassidy et Tweety Valentine
  - scène 2 : Samantha Ryan et Shyla Jennings
  - scène 3 : Prinzzess et Mercedes Carrera
  - scène 4 : Aiden Starr, Evie Delatosso et Claire Adams
- Women Seeking Women 115 (2015 - 226 min) :
  - scène 1 : Danica Dillon et India Summer
  - scène 2 : Destiny Dixon et Mariah Milano
  - scène 3 : Syren De Mer et Elexis Monroe
  - scène 4 : Keisha Grey et Scarlet Red
- Women Seeking Women 116 (2015 - 159 min) :
  - scène 1 : Dani Daniels et India Summer
  - scène 2 : Bibette Blanche et Anita Dark
  - scène 3 : Sarah Shevon et Layla Rose
  - scène 4 : Taylor Vixen et Allie Haze
- Women Seeking Women 117 (2015 - 175 min) :
  - scène 1 : Elexis Monroe et Hana Black
  - scène 2 : Julia Ann et Tweety Valentine
  - scène 3 : Shyla Jennings et Natalie Nice
  - scène 4 : Cherie DeVille et Syren De Mer
- Women Seeking Women 118 (2015 - 197 min) :
  - scène 1 : Dana DeArmond et Kara Price
  - scène 2 : Aria Aspen et Bree Daniels
  - scène 3 : Ashley Graham et Dani Daniels
  - scène 4 : Mindi Mink et Lynn Vega
- Women Seeking Women 119 (2015 - ? min) :
  - scène 1 : India Summer et Krissy Lynn
  - scène 2 : Elle Alexandra et Lily Carter
  - scène 3 : Amber Chase et Elle Alexandra
  - scène 4 : Mindi Mink et Anikka Albrite
- Women Seeking Women 120 (2015 - 120 min) :
  - scène 1 : Ariella Ferrera et Hana Black
  - scène 2 : Prinzzess et Vanessa Veracruz
  - scène 3 : India Summer et Harmony Paxson
  - scène 4 : Anita Dark, Prinzzess et Tabby (Zoey Kush)

### Women Seeking Women de 121 à 130
- Women Seeking Women 121 (2015 - 169 min) :
  - scène 1 : Lily LaBeau et Sinn Sage
  - scène 2 : Kara Price et Samantha Ryan
  - scène 3 : Elexis Monroe et Hana Black
  - scène 4 : Liza et Katalin Kiraly
- Women Seeking Women 122 (2015 - 148 min) :
  - scène 1 : Prinzzess et Valentina Nappi
  - scène 2 : Leenah Rae et Lone Start Angel
  - scène 3 : Anita Dark et Karen Kougar
  - scène 4 : Cindy et Magdalene St. Michaels
- Women Seeking Women 123 (2015 - 162 min) :
  - scène 1 : Riley Reid et Melissa Moore
  - scène 2 : Adriana Chechik et Shy Love
  - scène 3 : Sydni Ellis (alias Nica Noelle) et Magdalene St. Michaels
  - scène 4 : Evilyn Fierce et Danica Dillon
- Women Seeking Women 124 (2015 - 120 min) :
  - scène 1 : Shyla Ryder et Shy Love
  - scène 2 : Jillian Janson et Kirsten Price
  - scène 3 : Angela Sommers et Shyla Jennings
  - scène 4 : Allie Haze et Mercedes Carrera
- Women Seeking Women 125 (2016 - plus de 2h) :
  - scène 1 : Cindy Craves et Angie
  - scène 2 : Elle Alexandra et Phoenix Marie
  - scène 3 : Cherie DeVille et Hayden Night
  - scène 4 : Anikka Albrite et Dani Daniels
- Women Seeking Women 126 (2016 - plus de 2h) :
  - scène 1 : Flower Tucci et Prinzzess
  - scène 2 : Amber Chase et Bree Daniels
  - scène 3 : Sophia Santi et Nina Mercedez
  - scène 4 : Tristyn Kennedy et Ashlynn Leigh
- Women Seeking Women 127 (2016 - plus de 2h) :
  - scène 1 : Heather Starlet et Sara Stone
  - scène 2 : Amber Chase et Brenda James
  - scène 3 : Jayden Cole et Tabby (Zoey Kush)
  - scène 4 : Mariah Milano et Elexis Monroe
- Women Seeking Women 128 (2016 - plus de 2h) :
  - scène 1 : Veruca James et Scarlet Red
  - scène 2 : Hayden Night et Noname Jane
  - scène 3 : Melanie Rios et Prinzzess
  - scène 4 : Francesca Le et Sinn Sage
- Women Seeking Women 129 (2016 - plus de 2h) :
  - scène 1 : Elexis Monroe et Karen Kougar
  - scène 2 : Persia Monir et Sadie Michaels
  - scène 3 : Tanner Mayes et Shyla Jennings
  - scène 4 : Aaliyah Love et Keira Kelly
- Women Seeking Women 130 (2016 - plus de 2h) :
  - scène 1 : Aryana Augustine et Sabrina Deep
  - scène 2 : Crystal Jewels et Raylene
  - scène 3 : Prinzzess et Lana Rhoades
  - scène 4 : Shyla Ryder et Scarlet Red

### Women Seeking Women de 131 à 140
- Women Seeking Women 131 (2016 - plus de 4h) :
  - distribution DVD no 1
    - scène 1 : Kirsten Lee et Stella Cox
    - scène 2 : Alexis Fawx et Blake Eden
    - scène 3 : Nicole Clitman et Prinzzess
    - scène 4 : Kirsten Lee et Scarlet Red

  - distribution DVD no 2
    - scène 1 : Chanel Preston et Merdedes Carrera
    - scène 2 : Shyla Jennings et Zoey Holloway
    - scène 3 : Jelena Jensen et Taylor Vixen
    - scène 4 : Dani Daniels et Mindi Mink
    - scène 5 : Angela Sommers et Charlie DeVille
    - scène 6 : Brianna Love et Deauxma
    - interview de miss "Road Queen", l'actrice Deauxma
- Women Seeking Women 132 (2016 - plus de 3h) :
  - scène 1 : Tanya Tate et Lana Rhoades
  - scène 2 : Cherie DeVille et Veruca James
  - scène 3 : Shyla Ryder et Stella Cox
  - scène 4 : Dani Daniels et Jelena Jensen
- Women Seeking Women 133 (2016 - plus de 3h) :
  - scène 1 : Elexis et Allison Pierce
  - scène 2 : Danica Dillon et Jazmine
  - scène 3 : Gina Valentina et Prinzzess
  - scène 4 : Kirsten Lee et Blair Williams
- Women Seeking Women 134 (2016 - plus de 3h) :
  - scène 1 : Alexis Fawx et Elsa Jean
  - scène 2 : Alison Rey et Kirsten Lee
  - scène 3 : Payton Leigh et Prinzzess
  - scène 4 : Juliette March et Tina
- Women Seeking Women 135 (2016 - plus de 3h) :
  - scène 1 : Elsa Jean et Vanessa Veracruz
  - scène 2 : Blair Williams et Megan Rain
  - scène 3 : Mercedes Carrera et Vanessa Veracruz
  - scène 4 : Jayden Cole et Mindi Mink
- Women Seeking Women 136 (2016 - plus de 3h) :
  - scène 1 : Katie Morgan et Charlotte Cross
  - scène 2 : Marie McCray et Misty Stone
  - scène 3 : Nina Elle et Lauren Phillips
  - scène 4 : Lyra Law et Misty Stone
- Women Seeking Women 137 (2017 - plus de 3h) :
  - scène 1 : Lily Jordan et Reagan Foxx
  - scène 2 : Holly Hendrix et Kristina Rose
  - scène 3 : Eliza Jane et Lena Paul
  - scène 4 : Chloe Couture et Haley Reed
- Women Seeking Women 138 (2017 - plus de 2h30) :
  - scène 1 : Briana Banks et Brett Rossi
  - scène 2 : Veronica Avluv et Christie Stevens
  - scène 3 : Lauren Phillips et Reena Sky
  - scène 4 : Katie Morgan et Eva Long
- Women Seeking Women 139 (2017 - plus de 3h) :
  - scène 1 : Alexis Fawx et Jenna Foxx
  - scène 2 : Eliza Jane et Karlee Grey
  - scène 3 : Ivy Jones et Megan Sage
  - scène 4 : Reagan Foxx et Vanessa Veracruz
- Women Seeking Women 140 (2017 - plus de 3h) :
  - scène 1 : Reagan Foxx et Tegan James
  - scène 2 : Gina Valentina et Tiffany Watson
  - scène 3 : Jasmine Jae et Sydney Cole
  - scène 4 : Jasmine Jae, Lena Paul et Ashley Adams

### Women Seeking Women de 141 à 150
- Women Seeking Women 141 (2017 - plus de 3h) :
  - scène 1 : August Ames et Riley Nixon
  - scène 2 : Carter Cruise et Elsa Jean
  - scène 3 : Riley Nixon et Elsa Jean
  - scène 4 : Carter Cruise et August Ames
- Women Seeking Women 142 (2017 - plus de 3h) :
  - scène 1 : Karlee Grey et Prinzzess
  - scène 2 : Alexis Fawx et Elsa Jean
  - scène 3 : Ryan Ryans et Summer Day
  - scène 4 : Reagan Foxx et Violet Starr
- Women Seeking Women 143 (2017 - plus de 3h) :
  - scène 1 : Darcie Dolce et Emily Mena
  - scène 2 : Megan Rain et Gina Valentina
  - scène 3 : Karlee Grey et Lena Paul
  - scène 4 : Megan Rain et Honey Gold
- Women Seeking Women 144 (2017 - plus de 3h) :
  - scène 1 : Elsa Jean et Romi Rain
  - scène 2 : Alison Rey et Blair Williams
  - scène 3 : Prinzzess et Romi Rain
  - scène 4 : Ayumi Anime et August Ames
- Women Seeking Women 145 (2017 - plus de 2h) :
  - scène 1 : Val Dodds et Olivia Nova
  - scène 2 : Olive Glass et Kissa Sins
  - scène 3 : Whitney Wright et Olive Glass
  - scène 4 : Judy Jolie et Eva Long
- Women Seeking Women 146 (2017 - plus de 4h) :
  - scène 1 : Giselle Palmer et Romi Rain
  - scène 2 : Jessica Rex et Lena Paul
  - scène 3 : Cory Chase et Scarlett Sage
  - scène 4 : Dana DeArmond et Maddy O'Reilly
- Women Seeking Women 147 (2017 - plus de 3h) :
  - scène 1 : Lily LaBeau et Scarlett Sage
  - scène 2 : Ella Nova et Jessica Rex
  - scène 3 : Dolly Leigh et Lily LaBeau
  - scène 4 : Lauren Phillips et Violet Starr
- Women Seeking Women 148 (2017 - plus de 3h) :
  - scène 1 : Ella Nova et Prinzzess
  - scène 2 : Dolly Leigh et Scarlett Sage
  - scène 3 : Lauren Phillips et Elsa Jean
  - scène 4 : Bree Daniels et Shyla Jennings
- Women Seeking Women 149 (2017 - plus de 3h) :
  - scène 1 : Karlee Grey et Jessica Rex
  - scène 2 : Romi Rain et Violet Starr
  - scène 3 : Cory Chase et Dee Williams
  - scène 4 : Katy Jayne et Scarlett Sage
- Women Seeking Women 150 (2018 - plus de 3h) :
  - scène 1 : Cory Chase et Giselle Palmer
  - scène 2 : Dee Williams et Summer Day
  - scène 3 : Jessica Rex et Mindi Mink
  - scène 4 : Anissa Kate et Katy Jayne

### Women Seeking Women de 151 à 160
- Women Seeking Women 151 (2018 - plus de 3h) :
  - scène 1 : Jenna J. Ross et Stephanie West
  - scène 2 : Kagney Linn Karter et Pristine Edge
  - scène 3 : Pamela Morrison et Alix Lovell
  - scène 4 : Victoria June et Sarah Jessie
- Women Seeking Women 152 (2018 - plus de 3h) :
  - scène 1 : Carolina Sweets et Serene Siren
  - scène 2 : Ella Knox et Alana Cruise
  - scène 3 : Eva Long et Carolina Sweets
  - scène 4 : Ryan Keely et Jenna Foxx
- Women Seeking Women 153 (2018 - plus de 3h) :
  - scène 1 : Jade Nile et Olive Glass
  - scène 2 : Nina Elle et Hannah Hays
  - scène 3 : Olive Glass et Kyra Rose
  - scène 4 : Serene Siren et Danni Rivers
- Women Seeking Women 154 (2018 - plus de 3h) :
  - scène 1 : Abigail Mac et Isis Love
  - scène 2 : Katrina Jade et Ana Foxxx
  - scène 3 : Lily Love et Kenzie Taylor
  - scène 4 : Richelle Ryan et Liza Rowe
- Women Seeking Women 155 (2018 - plus de 3h) :
  - scène 1 : Lauren Phillips et Summer Day
  - scène 2 : Jade Baker et Jessica Rex
  - scène 3 : Jayden Cole et Ryan Keely
  - scène 4 : Chanel Preston et Eliza Ibarra
- Women Seeking Women 156 (2018 - plus de 3h) :
  - scène 1 : Jayden Cole et Syren De Mer
  - scène 2 : Prinzzess et Summer Day
  - scène 3 : Prinzzess et Victoria Voxxx
  - scène 4 : Jenna Sativa et Milana May
- Women Seeking Women 157 (2018 - plus de 3h) :
  - scène 1 : Ariana Marie et Isabella Nice
  - scène 2 : Jade Nile et Lexi Luna
  - scène 3 : Sami Parker et Vienna Black
  - scène 4 : Scarlett Sage et Vanna Borgot
- Women Seeking Women 158 (2018 - plus de 3h) :
  - scène 1 : Eliza Ibarra et Victoria Voxxx
  - scène 2 : Jenna Sativa et Shyla Jennings
  - scène 3 : Aaliyah Love et Bree Daniels
  - scène 4 : Gina Valentina et Vanna Borgot
- Women Seeking Women 159 (2018 - plus de 2h) :
  - scène 1 : Samantha Ryan et Terri
  - scène 2 : Gigi La Porte et Tia Gunn
  - scène 3 : Anny Aurora et Carmen Caliente
  - scène 4 : Vanna Bardot et Victoria Voxxx
- Women Seeking Women 160 (2018 - plus de 3h) :
  - scène 1 : Daisy Stone et Lexi Luna
  - scène 2 : Isabella Nice et Kendra Spade
  - scène 3 : Pristine Edge et Alexis Monroe
  - scène 4 : Adrian Hush et Jade Kush

### Women Seeking Women de 161 à 170
- Women Seeking Women 161 (2018 - plus de 2h) :
  - scène 1 : Brett Rossi et A.J. Applegate
  - scène 2 : Jasmine Jae et Cherie DeVille
  - scène 3 : Krissy Lynn et Serene Siren
  - scène 4 : Richelle Ryan et Victoria Voxxx
- Women Seeking Women 162 (2019 - plus de 2h) :
  - scène 1 : Eva Long et Lacy Lennon
  - scène 2 : Brooke Beretta et Prinzzess
  - scène 3 : Darcie Dolce et Danni Rivers
  - scène 4 : Kylie Kingston et Victoria Voxxx
- Women Seeking Women 163 (2019 - plus de 2h) :
  - scène 1 : Romi Rain et Victoria Voxxx
  - scène 2 : Carmen Caliente et Emma Starletto
  - scène 3 : Alison Rey et Vera King
  - scène 4 : Chanel Preston et Penny Pax
- Women Seeking Women 164 (2019 - plus de 2h) :
  - scène 1 : Vanna Bardot et Vienna Rose
  - scène 2 : Alana Cruise et Victoria Voxxx
  - scène 3 : Vera King et Sophia Lux
  - scène 4 : Alison Rey et Katy Jayne
- Women Seeking Women 165 (2019 - plus de 2h) :
  - scène 1 : Anissa Kate et La Sirena
  - scène 2 : Natasha Nice et Victoria Voxxx
  - scène 3 : Katy Jayne et Victoria Voxxx
  - scène 4 : Lacy Lennon et Serene Siren
- Women Seeking Women 166 (2019 - plus de 2h) :
  - scène 1 : Gianna Dior et Romi Rain
  - scène 2 : Aidra Fox et Emma Starletto
  - scène 3 : Athena Faris et Sophia Lux
  - scène 4 : Bella Rolland et Syren De Mer
- Women Seeking Women 167 (2019 - plus de 2h) :
  - scène 1 : Vera King et Aidra Fox
  - scène 2 : Sarah Vandella et Savanna Sixx
  - scène 3 : Danni Rivers et Serene Siren
  - scène 4 : Brooklyn Gray et Vienna Rose
- Women Seeking Women 168 (2019 - plus de 2h) :
  - scène 1 : Angela White et Prinzzess
  - scène 2 : Lacy Lennon et India Summer
  - scène 3 : Victoria Voxxx et Serene Siren
  - scène 4 : Aidra Fox et Lena Paul
- Women Seeking Women 169 (2019 - plus de 2h):
  - scene 1: Kenzie Reeves et Savannah Sixx
  - scene 2: Keira Croft et Jade Nile
  - scene 3: Victoria Voxxx et Eva Long
  - scene 4: Gianna Gem et Audrey Miles

En cours de réalisations….

## Récompenses
- 2008: AVN Award - Best All-Girl Series
- 2009: AVN Award - Best All-Girl Series
- 2009: XRCO Award - Best Girl-Girl-Series
- 2010: AVN Award - Best All-Girl Series
- 2010: XRCO Award - Best Girl-Girl-Series
- 2010: NightMoves Award - Best Girl/Girl Release
- 2011: AVN Award - Best All-Girl Series[2]